# Atomaria fimetarii
Atomaria fimetarii là một loài bọ cánh cứng trong họ Cryptophagidae. Loài này được Fabricius miêu tả khoa học năm 1792.